# Истинска самоличност
„Истинска самоличност“ (на английски: True Identity) е американски комедиен филм от 1991 г. на режисьора Чарлс Лейн, и участват Лени Хенри, Франк Лангела и Ан-Мари Джонсън. Сюжетът се разказва за един чернокож мъж (Хенри), който се дегизира като бял човек, за да избяга от тълпата.